# Edificio Mayapan
L'Edificio Mayapan (in portoghese: Edifício Mayapan) è uno storico edificio di Rio de Janeiro in Brasile.

## Storia
L'edificio venne eretto nel 1940 secondo il progetto di Mário Sodre e realizzato dall'impresa di costruzioni Freire & Sodré. Il nome è un omaggio al sito archeologico precolombiano di Mayapan in Messico. Il proprietario originario dell'immobile era la Companhia de Imóveis do Rio de Janeiro.

## Descrizione
L'edificio, situato in un lotto d'angolo nel centro di Rio de Janeiro, presenta uno stile Art déco. Lo sviluppato apparato decorativo delle facciate include trame d'ispirazione ispano-messicana al primo e agli ultimi piani e un bassorilievo con le iniziali del primo proprietario dell'edificio.